# Mise au point télémétrique
La mise au point télémétrique se base sur un instrument, le télémètre, permettant de mesurer la distance entre l'appareil photographique ou la caméra et le sujet visé sans qu'il soit nécessaire de se déplacer de l'un à l'autre. Le nom « télémètre » vient de « télé », distance, et « mètre », mesure, pour « mesure à distance » autant que « mesure de distance ». Il en existe deux types principaux.

## Télémètre à coïncidence d'images

Mécanisme de caméra télémétrique. Certains appareils photo télémétriques n'ont pas de séparateur de faisceau, ils ont besoin de deux trous optiques (télémètre - viseur)

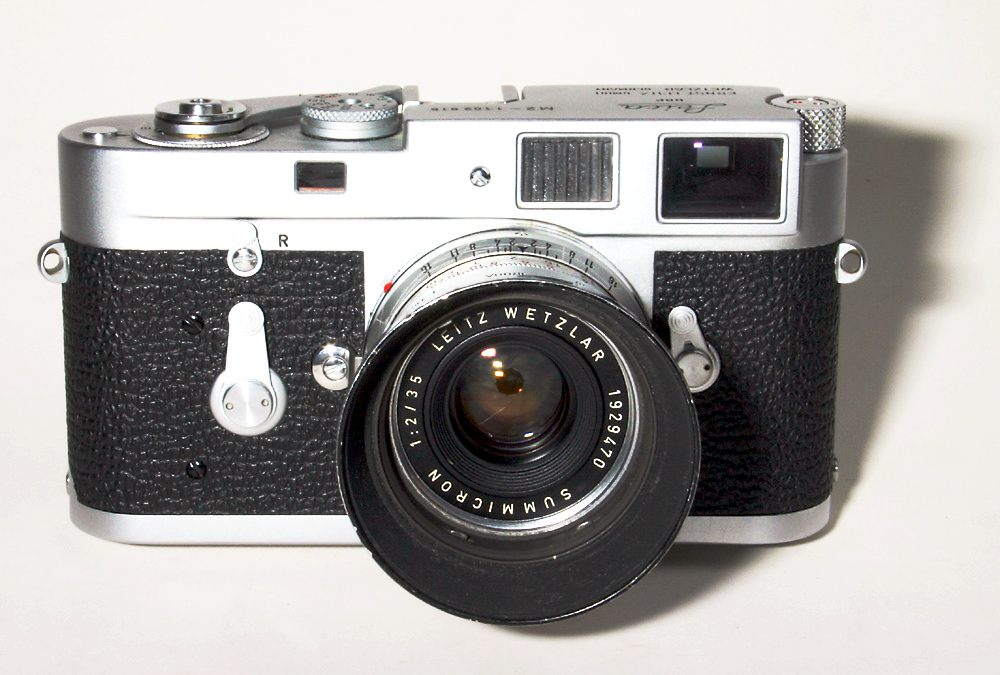
Un appareil Leica M2 à mise au point télémétrique avec les 2 fenêtres du viseur-télémètre entourant la fenêtre d'éclairage des cadres de champ dans le viseur

C'est à ce type de télémètre que l'on fait référence quand on parle d'appareil télémétrique. La distance est déterminée par triangulation entre deux fenêtres de visée produisant un effet de parallaxe. Les images vues par l'une et l'autre fenêtre sont amenées par un jeu de miroirs sur le même oculaire. On voit ainsi au centre du viseur les deux images superposées du sujet visé. Une commande modifiant l'orientation d'un composant optique intermédiaire permet de faire coïncider les deux images. Est ainsi mesuré l'angle au sommet du triangle formé par le sujet visé (sommet) et les deux fenêtres de visée (base). La distance correspondante (hauteur du triangle) est lue sur une graduation de la commande. 
Ce dispositif a été aussi bien utilisé en artillerie et en topographie qu'en photographie. Il a longtemps constitué un petit accessoire complémentaire du posemètre (éventuellement fixé sur la griffe porte-accessoires de l'appareil) et un perfectionnement intégré aux appareils les plus élaborés. Sur les appareils à mise au point télémétrique, le télémètre est couplé mécaniquement au réglage de la mise au point de l'objectif, ce qui implique des objectifs spécialement conçus pour l'appareil.
Les « appareils de petit format à télémètre couplé et objectifs interchangeables » ont longtemps constitué une classe d’appareils très prisés des professionnels et des amateurs avertis. La formule est apparue au début du siècle (Kodak Autographic Special, 1916). Elle a connu le succès à partir des années 1930 en s’intégrant à de petits modèles haut de gamme (24x36 : Leica II et Zeiss Contax en 1932 ; 6x9 : Zeiss Super Ikonta, 1934) qui ont fait école (Foca en France). Ces boîtiers coûteux ont été détrônés dans les années 1960 par les reflex mono-objectif tandis que le télémètre se banalisait aux côtés du posemètre couplé sur les appareils 24 × 36 amateur, produits désormais pour la plupart au Japon. Ces appareils « semi-automatiques » mais à objectif non interchangeable se sont effacés à leur tour dans les années 1970-1980 au profit des reflex amateur puis des compacts autofocus.
La marque la plus réputée, Leica, existe toujours. Restée fidèle au télémètre à coïncidence d’images (série « M »), elle en propose aussi des versions numériques (Leica M8 en 2006, Leica M9 en 2009, Leica M en 2012).
Ce mode de mise au point est apprécié pour sa précision dans l'utilisation d'objectifs à grande ouverture (permettant de travailler avec une faible profondeur de champ et en conditions de faible luminosité). Il atteint ses limites aux longues focales (le rapport entre la distance de mise au point et la base devenant trop grand) et dans les situations où le sujet visé est peu contrasté. Par ailleurs, le grossissement et le champ couvert par le viseur restent les mêmes quel que soit l'objectif monté sur l'appareil. Dans les boîtiers les plus évolués (Leica M, Konica Hexar, Bessa...), un cadre collimaté (vu à l'infini) délimite dans le viseur le champ couvert par l'objectif selon sa focale. Sur certains modèles, la position du cadre est couplée à la mise au point de façon à corriger l'erreur de parallaxe aux faibles distances. La possibilité de voir le champ autour du cadre facilite la composition et le cadrage, ce que ne permet pas la visée reflex mono-objectif.

## Télémètre à coïncidence de lignes oustigmomètre(systèmeDodin)

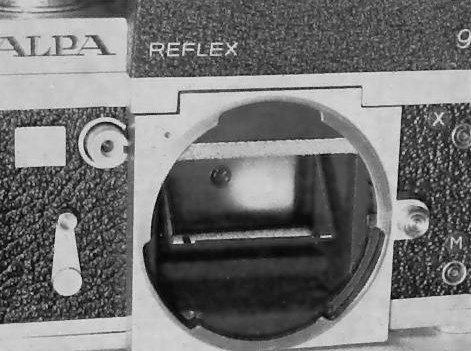
Verre de visée télémétrique vu par réflexion dans le miroir d'un boîtier reflex mono-objectif (objectif enlevé)

Ce second type de télémètre ne convient qu'aux appareils à visée reflex. Il est généralement constitué de deux petits prismes déviateurs, croisés et incrustés dans le verre de visée. Il a l'aspect d'un petit disque clair coupé diamétralement en deux au milieu du viseur (chaque demi-disque est un prisme). Les deux prismes ont pour effet de diviser l'image de part et d'autre de ce diamètre. Les deux portions apparaissent décalées quand l'image de l'objet visé se forme en dehors du plan du verre de visée. Le décalage s'annule (les lignes se rejoignent) quand l'image est exactement dans le plan du verre de visée.
Ce dispositif très précis a plusieurs avantages sur le télémètre à coïncidence d'images : il ne fait intervenir aucune mécanique supplémentaire ; il ne nécessite aucun étalonnage ; il fonctionne quels que soient les objectifs et les optiques qui leur sont ajoutées (tant que l'ouverture est assez grande pour fournir les rayons inclinés exigés par les prismes). Ses limites d'utilisation sont les objectifs de faible ouverture et les sujets dépourvus de lignes ou de bordures franches. 
Cet équipement était standard sur presque tous les appareils photo reflex des années 1960 aux années 1990. Les systèmes de mise au point automatique (autofocus) se sont depuis largement imposés à son détriment. Pour qui souhaite conserver l'option d'une mise au point manuelle précise, il est parfois encore possible de se procurer des verres de visée télémétriques adaptables aux appareils reflex actuels, même numériques.

## Les appareils numériques télémétriques

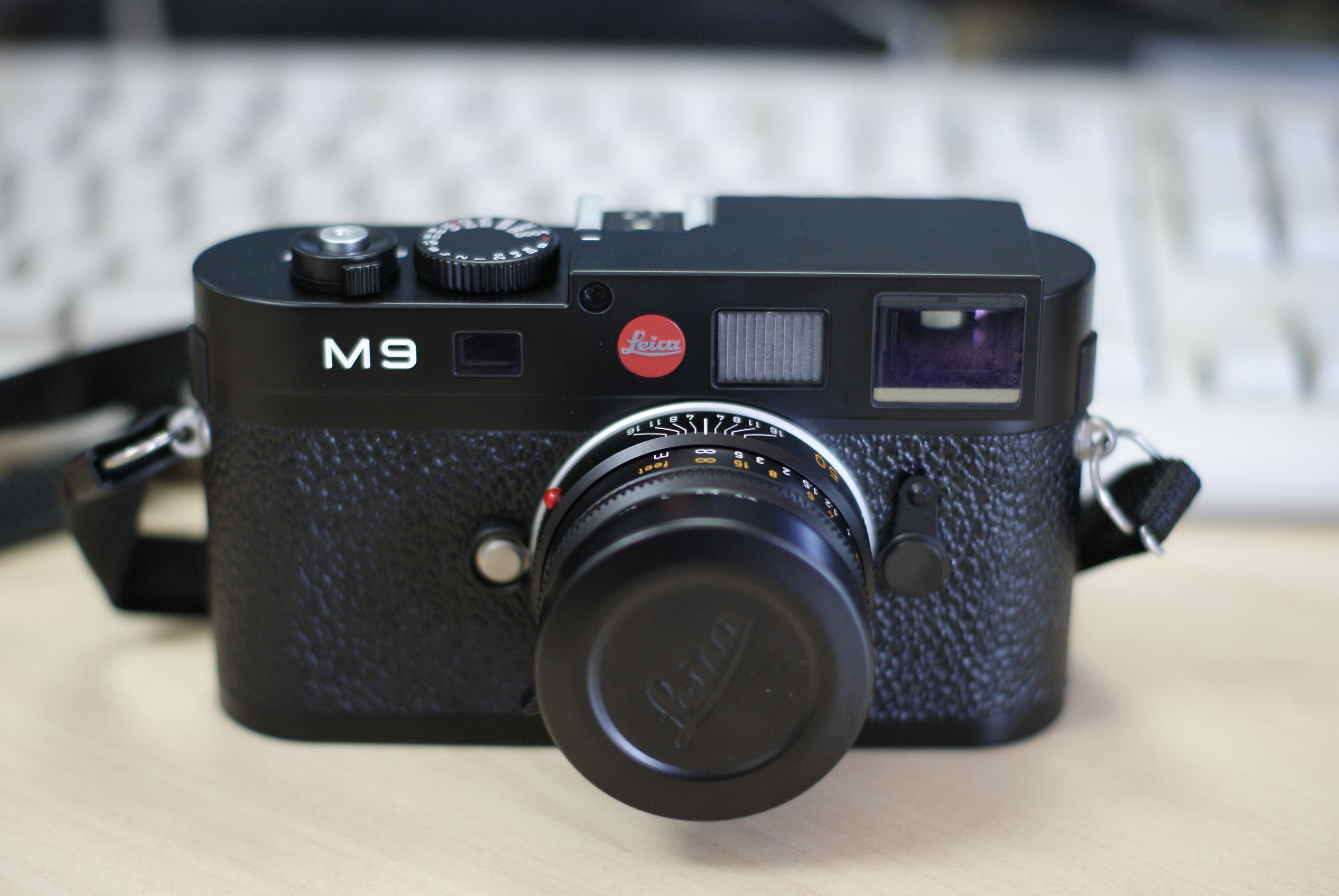
Appareil photographique numérique à visée télémétrique (Leica M9)

Le premier appareil numérique télémétrique est l'Epson R-D1, une nouvelle version est sortie en 2009 pour le marché japonais (RD1 X). Leica a également continué la visée télémétrique sous l'ère numérique. En 2006 est sorti le M8, en 2008 la version rénovée du M8, le M8-2, et en 2009 le M9 seul télémétrique numérique en plein format, 24 × 36. En mai 2012 est sortie une version noir et blanc du M9. Le Leica M10 sort en 2017. En 2018, Leica mise un boitier sans écran arrière avec le M10-D. Puis viendra la déclinaison M10-P en 2019 qui se distingue par l’apparition d’un écran tactile, et l’intégration d’un obturateur et d’un déclencheur silencieux. Le M10-M (Monochrome) avec ses 40Mpx arrive en 2020.